# Luigi Galvani
Luigi Aloisio Galvani, född 9 september 1737 i Bologna, död 4 december 1798 i Bologna, var en italiensk fysiker, naturforskare och läkare.
Sedan 1766 var Galvani professor vid Bolognas universitet och undervisade i anatomi. År 1780 upptäckte han den så kallade galvanismen när han undersökte ryckningar i lårmusklerna hos döda grodor vid kontakt med metaller. Hans arbete ledde sedan till Alessandro Voltas uppfinning av det första galvaniska elementet och längre fram till kunskapen om hur nervtrådarna kontrollerar musklerna.

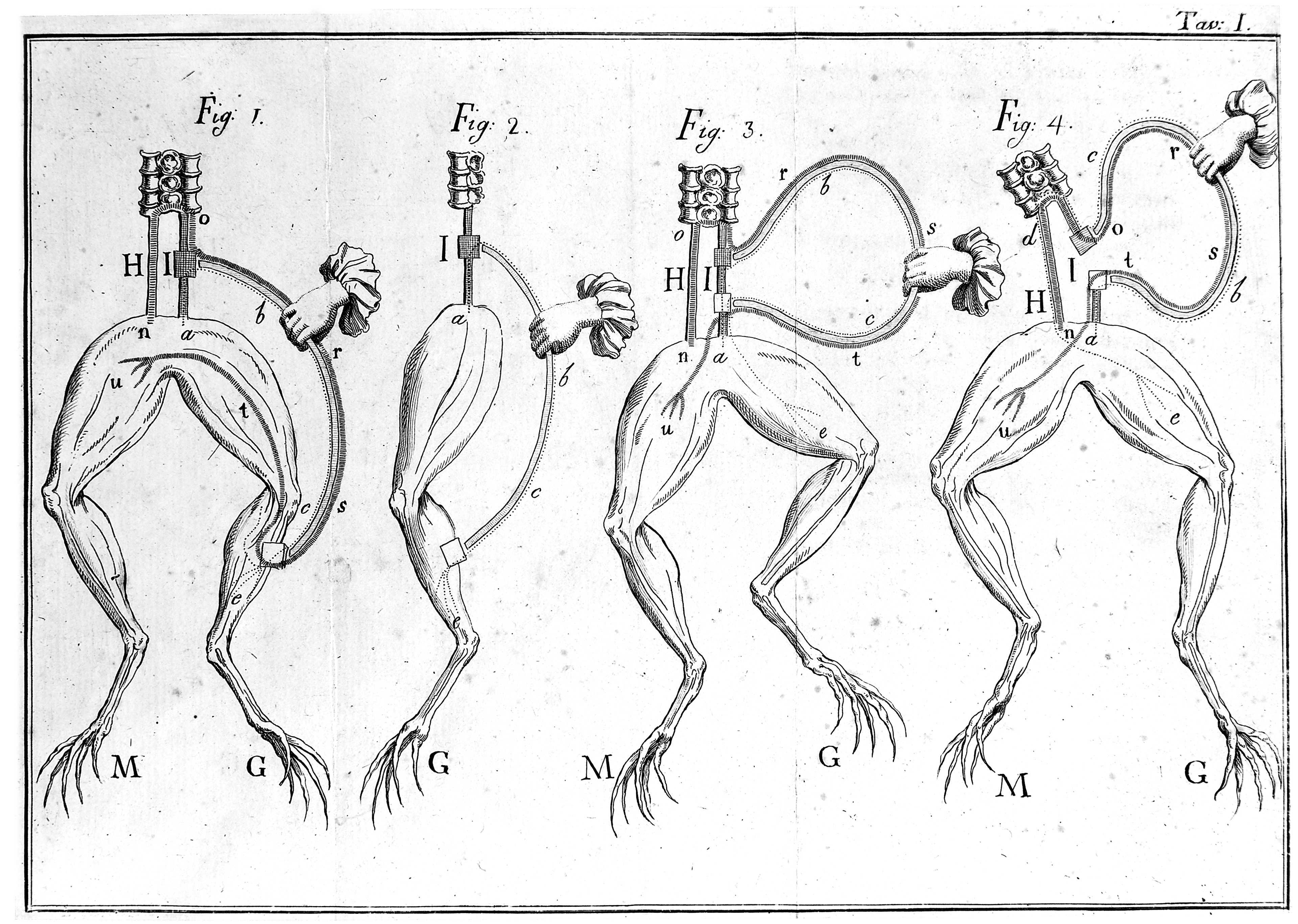
Galvanis experiment på grodors ischiasnerv; första upptäckten av galvanisk ström.

Galvanis hustru Lucia Galeazzi Galvani arbetade länge som hans vetenskapliga assistent.

## Eftermäle
Nedslagskratern Galvani på månen och asteroiden 10184 Galvani är uppkallad efter honom.